# Magnetische-anomaliedetector

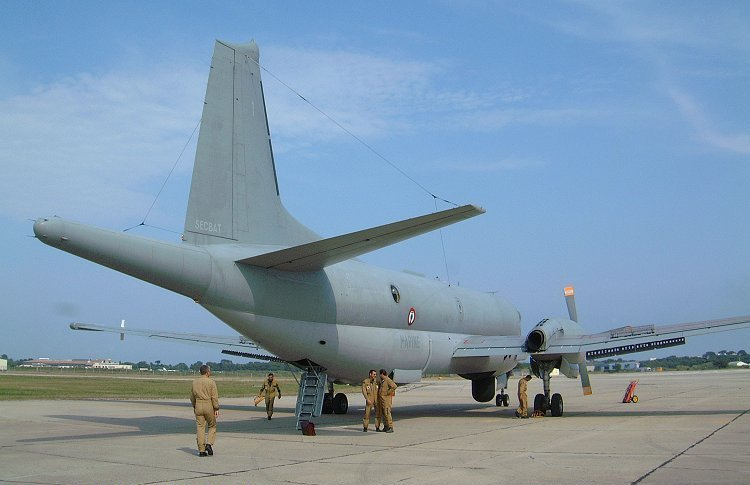
Een Breguet Atlantic met achteraan een MAD.

Een magnetische anomalie detector (MAD) is een elektronisch apparaat waarmee men kleine afwijkingen in het aardmagnetisch veld kan opsporen met behulp van een magnetometer. Op die manier kan men ferromagnetische voorwerpen opsporen onder het wateroppervlak. Het toestel wordt vaak gebruikt door maritieme patrouillevliegtuigen om onderzeeboten op te sporen, maar kent ook andere toepassingen, zoals het opsporen van scheepswrakken. 